# 25 Cephei
25 Cephei är en orange jättestjärna i stjärnbilden Cepheus. 25 Cep har visuell magnitud +5,74 och är synlig vid god seeing. Den ligger på ett avstånd av ungefär 920 ljusår.